# Campionat del món d'escacs femení de 2020
El Campionat del món d'escacs femení de 2020 fou un matx d'escacs en disputa pel Campionat del món d'escacs femení. Les contendents eren Ju Wenjun (Campiona del món regnant després d'haver guanyat el Campionat del món de 2018) i l'aspirant, Aleksandra Goriàtxkina, guanyadora del recent Torneig de Candidates del 2019.
La part del matx disputada a ritme clàssic va acabar amb el marcador empatat 6-6, després de 3 victòries de Ju, 3 victòries de Goryachkina, i 6 taules. El 24 de gener es va disputar el desempat, a 4 partides semiràpides; Ju Wenjun va retenir el títol amb 1 victòria i tres taules.
El matx es va planificar en dues parts, la primera celebrada a Xangai (Xina) i la segona a Vladivostok (Rússia), entre el 3 i el 24 de gener de 2020. Va significar el retorn a un format de matx pur pel títol, després d'una classificació en un Torneig de Candidates, després que el nou president de la FIDE Arkadi Dvorkóvitx hagués expressat la seva poca satisfacció amb el format de torneigs d'eliminació directa, que implicaven un freqüent canvi de campiona del món.

## Torneig de Candidates
El torneig de candidates, instaurat com a novetat, va començar el 29 de maig de 2019 a Kazan, Rússia. El format fou un doble round-robin amb vuit jugadores.
Tres jugadores s'hi van classificar com a semifinalistes del darrer campionat del món. Un dels llocs hauria estat reservat per a Ju Wenjun com a guanyadora del matx pel campionat del món del maig de 2018. La resta de jugadores es classificaren segons el seu ràting, fent la mitjana de les dotze llistes d'Elo de l'any 2018. Aleksandra Goryachkina va substituir Hou Yifan, qui va declinar la invitació.

### Classificades
| Lloc | Jugadora               | Punts | Núm. mundial | Elo (Maig 2019) | Campiona del món femenina |
| ---- | ---------------------- | ----- | ------------ | --------------- | ------------------------- |
| 1    | Aleksandra Goriàtxkina | 9.5   | 9            | 2522            |                           |
| 2    | Anna Muzitxuk          | 8     | 7            | 2539            |                           |
| 3    | Tan Zhongyi            | 7     | 10           | 2513            | 2017                      |
| 4    | Katerina Lahnó         | 7     | 4            | 2554            |                           |
| 5    | Maria Muzitxuk         | 6.5   | 3            | 2563            | 2015                      |
| 6    | Nana Dzagnidze         | 6.5   | 11           | 2510            |                           |
| 7    | Aleksandra Kosteniuk   | 6     | 6            | 2546            | 2008                      |
| 8    | Valentina Gúnina       | 5.5   | 13           | 2506            |                           |

Goryachkina va aconseguir guanyar el torneig a falta de dues rondes.

### Taula de creuaments
La líder després de cada ronda, amb el fons en verd.
| No. | Jugadora                     | Elo (Maig 2019)[10] | 1 | 1 | 2 | 2 | 3 | 3 | 4 | 4 | 5 | 5 | 6 | 6 | 7 | 7 | 8 | 8 | Pts | Desempats | Desempats | Resultats per ronda | Resultats per ronda | Resultats per ronda | Resultats per ronda | Resultats per ronda | Resultats per ronda | Resultats per ronda | Resultats per ronda | Resultats per ronda | Resultats per ronda | Resultats per ronda | Resultats per ronda | Resultats per ronda | Resultats per ronda | Lloc |
| No. | Jugadora                     | Elo (Maig 2019)[10] | 1 | 1 | 2 | 2 | 3 | 3 | 4 | 4 | 5 | 5 | 6 | 6 | 7 | 7 | 8 | 8 | Pts | H2H       | Vict.     | 1                   | 2                   | 3                   | 4                   | 5                   | 6                   | 7                   | 8                   | 9                   | 10                  | 11                  | 12                  | 13                  | 14                  | Lloc |
| --- | ---------------------------- | ------------------- | - | - | - | - | - | - | - | - | - | - | - | - | - | - | - | - | --- | --------- | --------- | ------------------- | ------------------- | ------------------- | ------------------- | ------------------- | ------------------- | ------------------- | ------------------- | ------------------- | ------------------- | ------------------- | ------------------- | ------------------- | ------------------- | ---- |
| 1   | Valentina Gúnina (RUS)       | 2506                |   |   | 1 | 0 | 0 | 0 | ½ | ½ | 0 | 1 | ½ | 1 | 0 | 0 | 1 | 0 | 5½  |           |           | ½                   | ½                   | 1½                  | 1½                  | 2                   | 2                   | 3                   | 3½                  | 3½                  | 3½                  | 4½                  | 5½                  | 5½                  | 5½                  | 8    |
| 2   | Aleksandra Kosteniuk (RUS)   | 2546                | 0 | 1 |   |   | ½ | 0 | ½ | ½ | 1 | 0 | 0 | 1 | ½ | ½ | ½ | 0 | 6   |           |           | ½                   | 1                   | 1                   | 1½                  | 2½                  | 2½                  | 3                   | 3                   | 3½                  | 4½                  | 4½                  | 4½                  | 5½                  | 6                   | 7    |
| 3   | Aleksandra Goriàtxkina (RUS) | 2522                | 1 | 1 | ½ | 1 |   |   | 1 | ½ | 1 | ½ | ½ | 0 | ½ | ½ | 1 | ½ | 9½  |           |           | ½                   | 1½                  | 2½                  | 3                   | 4                   | 5                   | 5½                  | 6½                  | 7½                  | 8                   | 8½                  | 9                   | 9½                  | 9½                  | 1    |
| 4   | Katerina Lahnó (RUS)         | 2554                | ½ | ½ | ½ | ½ | 0 | ½ |   |   | ½ | ½ | 1 | ½ | ½ | 0 | 1 | ½ | 7   | 1½        |           | ½                   | 1                   | 1                   | 2                   | 2½                  | 3½                  | 4                   | 4½                  | 5                   | 5½                  | 6                   | 6                   | 6½                  | 7                   | 3    |
| 5   | Nana Dzagnidze (GEO)         | 2510                | 1 | 0 | 0 | 1 | 0 | ½ | ½ | ½ |   |   | 1 | ½ | 1 | 0 | ½ | 0 | 6½  | 1½        |           | ½                   | 1½                  | 2½                  | 3½                  | 3½                  | 3½                  | 4                   | 4                   | 4                   | 4½                  | 4½                  | 5½                  | 6                   | 6½                  | 5    |
| 6   | Maria Muzitxuk (UKR)         | 2563                | ½ | 0 | 1 | 0 | ½ | 1 | 0 | ½ | 0 | ½ |   |   | ½ | ½ | ½ | 1 | 6½  | ½         |           | ½                   | 1                   | 1                   | 1                   | 1½                  | 2½                  | 3                   | 3½                  | 4½                  | 5                   | 5½                  | 5½                  | 5½                  | 6½                  | 6    |
| 7   | Anna Muzitxuk (UKR)          | 2539                | 1 | 1 | ½ | ½ | ½ | ½ | ½ | 1 | 0 | 1 | ½ | ½ |   |   | 0 | ½ | 8   |           |           | ½                   | ½                   | ½                   | 1                   | 1½                  | 2½                  | 3                   | 3½                  | 4½                  | 5                   | 5½                  | 6½                  | 7½                  | 8                   | 2    |
| 8   | Tan Zhongyi (CHN)            | 2513                | 0 | 1 | ½ | 1 | 0 | ½ | 0 | ½ | ½ | 1 | ½ | 0 | 1 | ½ |   |   | 7   | ½         |           | ½                   | 1                   | 2                   | 2½                  | 2½                  | 2½                  | 2½                  | 3½                  | 3½                  | 4                   | 5                   | 5½                  | 6                   | 7                   | 4    |

## Matx pel campionat
Programat ja des del 2018, el matx es va dividir en dues parts, hostatjades pels països de les dues participants. La primera part se celebraria a Xangai, Xina i la segona a Vladivostok, Rússia. A Xangai el matx es va jugar a l'Hotel InterContinental Shanghai Jing'An, mentre a Vladivostok es jugà a la Universitat Federal de l'Extrem Orient a l'Illa Russky. El format va consistir en dotze partides, un increment respecte dels campionats anteriors, programats a només deu.

### Calendari
El matx va començar a Xangai i va acabar a Vladivostok.
| Xangai      | 4 de gener     | Cerimònia d'obertura                         |
| Xangai      | 5–6 de gener   | Partides 1–2                                 |
| Xangai      | 8–9 de gener   | Partides 3–4                                 |
| Xangai      | 11–12 de gener | Partides 5–6                                 |
| Vladivostok | 15 de gener    | Cerimònia d'obertura                         |
| Vladivostok | 16–17 de gener | Partides 7–8                                 |
| Vladivostok | 19–20 de gener | Partides 9–10                                |
| Vladivostok | 22–23 de gener | Partides 11–12                               |
| Vladivostok | 24 de gener    | Partides de desempat i cerimònia de clausura |

### Resultats
| Jugadora                        | Ràting     | Control de temps clàssic     | Control de temps clàssic     | Control de temps clàssic     | Control de temps clàssic     | Control de temps clàssic     | Control de temps clàssic     | Control de temps clàssic     | Control de temps clàssic     | Control de temps clàssic     | Control de temps clàssic      | Control de temps clàssic      | Control de temps clàssic      | Punts | Desempat a semiràpides            | Desempat a semiràpides            | Desempat a semiràpides            | Desempat a semiràpides            | Desempat Punts |
| Jugadora                        | Ràting     | 1                            | 2                            | 3                            | 4                            | 5                            | 6                            | 7                            | 8                            | 9                            | 10                            | 11                            | 12                            | Punts | R1                                | R2                                | R3                                | R4                                | Desempat Punts |
| ------------------------------- | ---------- | ---------------------------- | ---------------------------- | ---------------------------- | ---------------------------- | ---------------------------- | ---------------------------- | ---------------------------- | ---------------------------- | ---------------------------- | ----------------------------- | ----------------------------- | ----------------------------- | ----- | --------------------------------- | --------------------------------- | --------------------------------- | --------------------------------- | -------------- |
| Ju Wenjun (Xina)                | 2584       | ½                            | ½                            | ½                            | 1                            | 0                            | ½                            | ½                            | 0                            | 1                            | 1                             | ½                             | 0                             | 6     | ½                                 | ½                                 | 1                                 | ½                                 | 2½             |
| Aleksandra Goriàtxkina (Rússia) | 2578       | ½                            | ½                            | ½                            | 0                            | 1                            | ½                            | ½                            | 1                            | 0                            | 0                             | ½                             | 1                             | 6     | ½                                 | ½                                 | 0                                 | ½                                 | 1½             |
| Game Links                      | Game Links | Partida # 1 a chessgames.com | Partida # 2 a chessgames.com | Partida # 3 a chessgames.com | Partida # 4 a chessgames.com | Partida # 5 a chessgames.com | Partida # 6 a chessgames.com | Partida # 7 a chessgames.com | Partida # 8 a chessgames.com | Partida # 9 a chessgames.com | Partida # 10 a chessgames.com | Partida # 11 a chessgames.com | Partida # 12 a chessgames.com |       | Partida Rapid #1 a chessgames.com | Partida Rapid #2 a chessgames.com | Partida Rapid #3 a chessgames.com | Partida Rapid #4 a chessgames.com |                |